# Туркменский тенге
Туркме́нский тенге́ (туркм. teňňe) — разменная монета, 1/100 туркменского маната.
Монеты введены в обращение с 1 ноября 1993 года и обменивались, по курсу 1 тенге = 5 рублей (то есть 1 манат = 500 рублей). В связи с инфляционным обесценением национальной валюты некоторое время не чеканились, но в результате деноминации маната в 2009 году снова появились в обращении.

## Монеты образца 1993 года[5]
| Изображение | Номинал  | Металл              | Диаметр | Толщина | Масса  | Гурт     |
| ----------- | -------- | ------------------- | ------- | ------- | ------ | -------- |
|             | 1 тенге  | медь/сталь/медь     | 16 мм   | 1,4 мм  | 1,87 г | гладкий  |
|             | 5 тенге  | медь/сталь/медь     | 20 мм   | 1,5 мм  | 2,92 г | гладкий  |
|             | 10 тенге | медь/сталь/медь     | 22,5 мм | 1,65 мм | 4,45 г | гладкий  |
|             | 20 тенге | никель/сталь/никель | 21 мм   | 1,65 мм | 3,62 г | рубчатый |
|             | 50 тенге | никель/сталь/никель | 24 мм   | 1,65 мм | 4,92 г | рубчатый |

## Монеты образца 2009 года[6]
| Изображение | Номинал  | Материал             | Диаметр (мм) | Толщина (мм) | Масса (г) | Гурт                 | Год выпуска |
| ----------- | -------- | -------------------- | ------------ | ------------ | --------- | -------------------- | ----------- |
|             | 1 тенге  | сталь, плак. никелем | 16           | 1,52         | 2         | гладкий              | 2009        |
|             | 2 тенге  | сталь, плак. никелем | 18           | 1,8          | 3         | рубчатый             | 2009        |
|             | 5 тенге  | сталь, плак. никелем | 20           | 1,89         | 4,0       | гладкий              | 2009        |
|             | 10 тенге | латунь               | 22           | 1,85         | 5,0       | прерывисто- рубчатый | 2009        |
|             | 20 тенге | латунь               | 24           | 1,96         | 6,5       | гладкий              | 2009        |
|             | 50 тенге | латунь               | 26           | 2,03         | 8,0       | рубчатый             | 2009        |